# Hölty-Gymnasium Hambühren
Das Hölty-Gymnasium Hambühren ist ein allgemeinbildendes Gymnasium in der niedersächsischen Gemeinde Hambühren, das 1960 in Celle gegründet wurde. Es ist das zweitjüngste der sechs allgemeinbildenden Gymnasien im Landkreis Celle und nach dem Dichter Ludwig Hölty benannt.

## Geschichte
Die Schule wurde als Hölty-Gymnasium Celle als Ableger des Kaiserin-Auguste-Viktoria-Gymnasium in Celle gegründet. Der Unterricht begann am 22. April 1960 mit 256 Schülern. 1965 machten die ersten neun Mädchen dort ihr Abitur. Es war das erste Gymnasium in Celle, das koedukativ unterrichtete, was bereits ab dem ersten Jahr erfolgte.
Am 7. Januar 1966 entstand aus der neuen Ruderabteilung des Hölty-Gymnasiums und der Schüler-Ruderriege des Ernestinum Celle ein eingetragener Verein, der Ruderclub Ernestinum-Hölty Celle e. V.
2020 beschloss der Kreistag den schrittweisen Umzug des Hölty-Gymnasiums Celle vom Standort an der Ludwig-Hölty-Straße an die Versonstraße in Hambühren, wo eigens für das teils auch sogenannte Westkreis-Gymnasium ein neuer Gebäudekomplex errichtet wurde. Auch wurde eigens ein neuer Schulbezirk eingerichtet, um den Schülern den Zugang zur Schule zu ermöglichen. Infolgedessen wurden zu Beginn des Schuljahres 2020/2021 die neuen Fünftklässler im Hölty-Gymnasium in Hambühren, damals noch die Außenstelle, eingeschult. Jeder weitere neue Jahrgang wurde ebenfalls dort eingeschult, wodurch die Hauptstelle in Celle auslaufen sollte. Durch einen Beschluss des Kreistages von 2024 wurde mit Beginn des Schuljahres 2025/26 der Hauptstandort von Celle nach Hambühren verlegt, sodass bereits vor 2029 alle Schüler in Hambühren beschult werden sollen. Infolgedessen hat 2025 der letzte Jahrgang das Abitur am Standort in Celle abgelegt. Am 26. Juni 2025 wurde der neue Komplex in Hambühren eingeweiht und der Name in Hölty-Gymnasium Hambühren umgewandelt.

## Schulprofil
Das Hölty-Gymnasium Hambühren als allgemeinbildendes Gymnasium ist eine koedukativ unterrichtende offene Ganztagsschule. Es werden rund 830 Schüler von ungefähr 70 Lehrkräften und 8 Referendaren unterrichtet (Stand 2025). Die Schule bietet das Abitur nach neun Jahren (G9) an. Der Unterricht ist so gestaltet, dass einige Fächer epochal unterrichtet werden. Seit Beginn des Schuljahres 2010/2011 werden die Fächer bis auf wenige Ausnahmen durchgängig doppelstündig unterrichtet, wodurch sich die Anzahl an Fächern pro Tag reduziert. Der Unterricht beginnt um 8.15 Uhr und endet um spätestens 17.15 Uhr. In dieser Zeit gibt es auch verschiedene Nachmittagsangebote, wie Arbeitsgemeinschaften. Außerdem steht den Schülern eine Mensa für gemeinsames Mittagsessen zur Verfügung.
Zum elften Schuljahr können zwei Fächer abgewählt werden, entweder Musik oder Kunst und eine Naturwissenschaft, also Biologie, Chemie, Informatik oder Physik.
Seit dem 15. Juni 2023 ist das Hölty-Gymnasium Hambühren ein Teil des Netzwerks „Schule ohne Rassismus – Schule mit Courage“. Als Patin steht die Fußballnationalspielerin Merle Frohms zur Seite.

### Fremdsprachenkonzept
Ab der fünften Klasse ist Englisch als erste Fremdsprache verpflichtend. Ab der sechsten Klasse besteht die verpflichtende Wahlmöglichkeit zwischen Latein und Französisch als zweite Fremdsprache. Seit Schuljahr 2019/2020 kann auch Spanisch in der sechsten Klasse als zweite Fremdsprache gewählt werden. Dies war bisher nur ab der elften als zusätzliche dritte Fremdsprache möglich. Bis 2021 bestand zudem auch die Möglichkeit, Russisch als zweite Fremdsprache ab der sechsten Klasse zu lernen. Aufgrund des Umzuges nach Hambühren fiel dieses Angebot am Hölty-Gymnasium weg. Damit für die Schüler in Celle weiterhin die Möglichkeit besteht, Russisch auch als zweite Fremdsprache bereits ab der sechsten Klasse zu erlernen, kann in diesem Fall die Bindung an den Schulbezirk aufgehoben werden, wodurch die Schüler aus dem Westkreis die Möglichkeit erhalten, auf das Ernestinum Celle zu wechseln und dessen Russischangebot anzunehmen.

### Schwerpunkte
In der fünften und sechsten Klasse steht den Schülern das Angebot der Bläserklasse zur Verfügung. Die Schüler erhalten dabei vier Stunden Musikunterricht in der Woche, davon ist eine Stunde Orchesterunterricht und eine Stunde Instrumentalunterricht.
Bis 2022 konnte in den Jahrgangsstufen 8 bis 10 zusätzlich ein mathematisch-naturwissenschaftlicher (Profil A) oder ein gesellschaftswissenschaftlicher Schwerpunkt (Profil B) angewählt werden, in denen die entsprechenden Fächer verstärkt unterrichtet wurden. Im Profil B wurde unter anderem das Fach Geschichte in der neunten Klasse bilingual unterrichtet. Zusätzlich absolvierten die Schüler ein Sozialpraktikum und erhielten ein Jahr lang Profilunterricht.
Ab 2023 gibt es als Ersatz für die Profile benoteten Wahlpflichtunterricht. Hierbei kann man unter anderem zwischen zusätzlichem Sport-, Geschichts- oder Instrumentalunterricht wählen, wobei der Unterrichtsinhalt losgelöst vom Kerncurriculum ist und wie die zweite Fremdsprache oder Religion und Werte und Normen in Kursen unterrichtet wird. Die Schüler proben dann zum Beispiel für Konzerte oder bereiten Veranstaltungen wie dem 250. Jubiläum von Caroline Mathilde für die Öffentlichkeit vor.

## Außerschulische Angebote
Erwähnenswert sind die unterschiedlichen Austauschangebote mit Partnerschulen unter anderem in Frankreich, Russland und Chile sowie die Studienfahrtsangebote. Auch ist die Schule immer wieder erfolgreich bei Wettbewerben wie der Russisch-Olympiade, Jugend Forscht oder Jugend trainiert für Olympia vertreten.

### Partnerschaften
Die Schule ist Partnerschule des Handballvereins TSV Hannover-Burgdorf und des Fußballvereines Hannover 96.
Das Hölty-Gymnasium ist wiederholt Partnerschule der IdeenExpo geworden. Gleichzeitig stellten Schülergruppen der Schule auch immer wieder auf der IdeenExpo aus.

## Persönlichkeiten

### Lehrer
- Johannes Klapper (* 1953), Basketballspieler, Referendariat
- Martina Kumlehn (* 1966), Theologin, Referendariat 1996–1998
- Jürgen Zander (1934–2019), Sportfunktionär, Sporthistoriker, Schulleiter 1980–1999

### Schüler
- Jörg Bode (* 1970), Politiker, MdL und Landesminister in Niedersachsen
- Philipp Brandt (* 1999), Schwimmer, Bronze Deutsche Meisterschaften 2021
- Merle Frohms (* 1995), Fußballtorhüterin
- Silke-Beate Knoll (* 1967), Leichtathletin und Olympiateilnehmerin
- Valerie Sophie Körfer (* 1998), Schauspielerin
- Ann-Cathrin Leineweber (* 1994), U23-Weltmeisterin im Leichtgewichts-Doppelvierer, Rudern
- Patrick Leineweber (* 1992), Junioren-Weltmeister im Doppelvierer, Rudern
- Hartmut Rohde (* 1966), Bratschist und Hochschullehrer
- Stefan Westphal (* 1970), Autor, Medienmanager, Unternehmer und ehemaliger Radiomoderator